# 門票

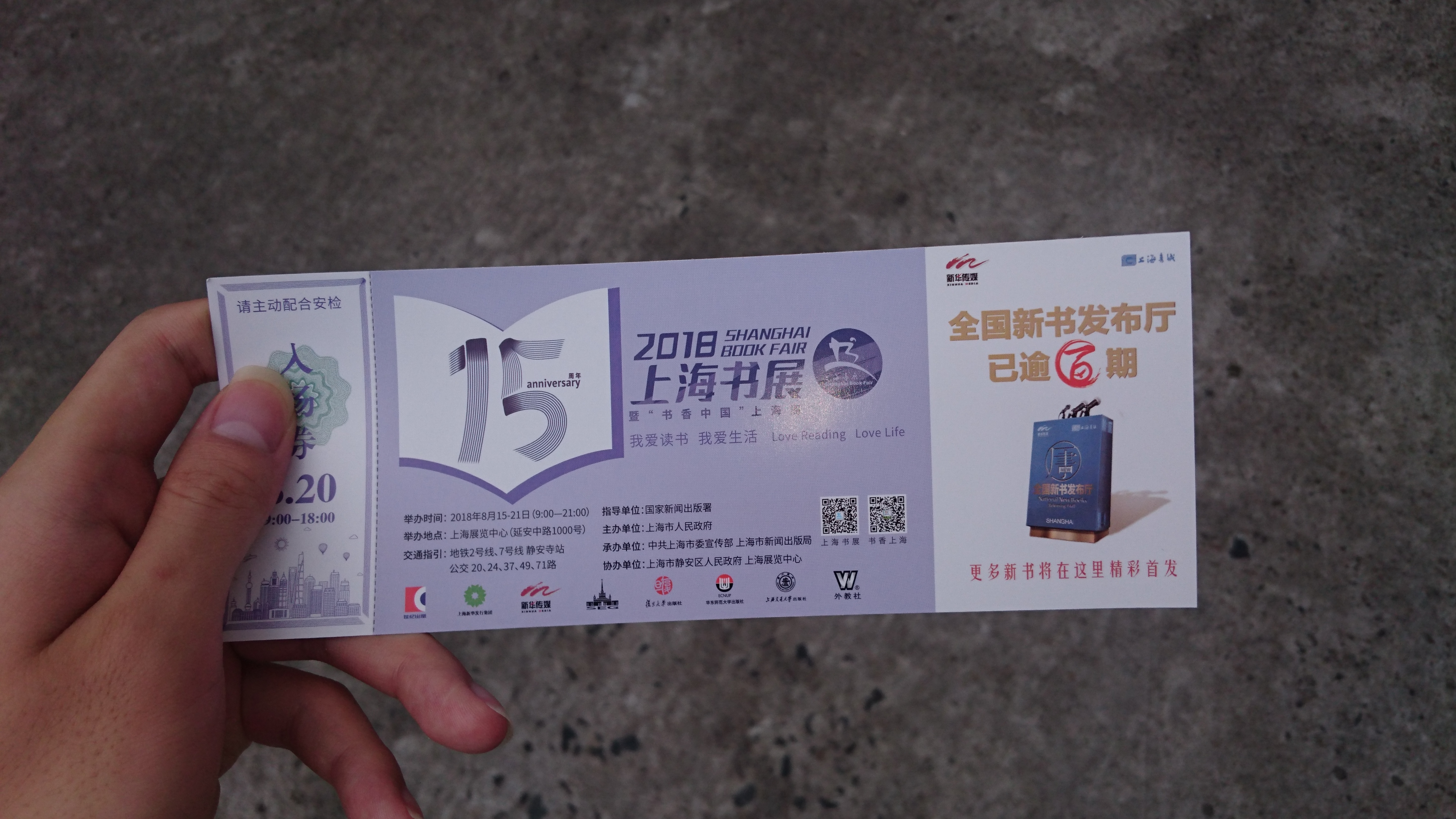
2018年上海书展门票

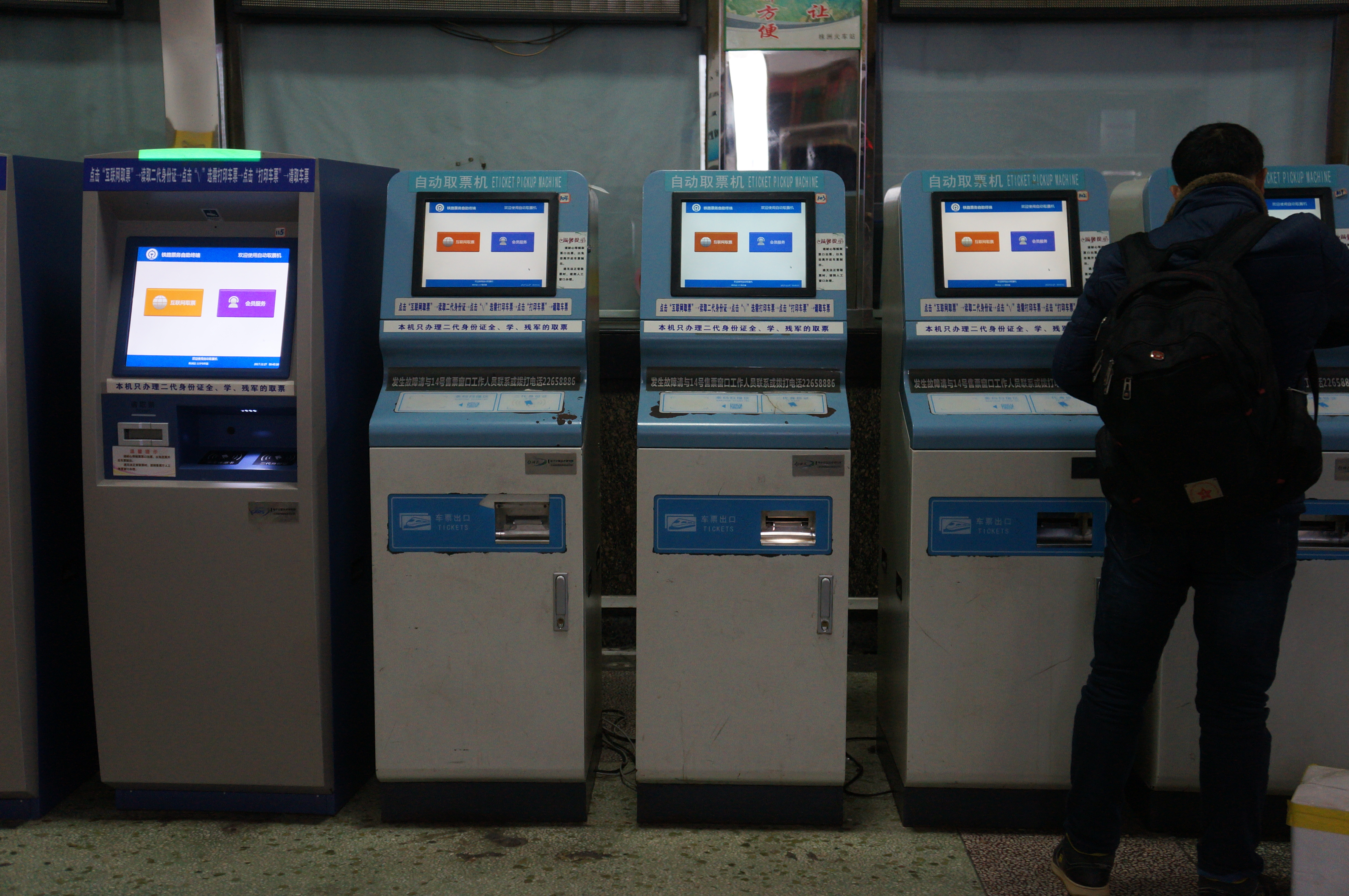
设于株洲站的中国铁路售票机

門票，某種情況下可稱為入場券、入場證，是一個地方的入場憑證，凡持證人需出示或交出該證明方可進入或享受各種服務。

## 分類
- 門票通常有等级之分，有貴賓證、贊助單位、工作人員和普通觀眾等，後者仍是項活動的設計目標對象，多數是消費者，他們是付款購票入場者。其他的門劵部份是免費票，為推廣是項活動而送出。
- 門票有些是定期票（例如月票），在指定年、月、期間免費入場多次。

## 例如
- 主題樂園入場證
- 停車場泊車證
- 演唱會入場劵
- 電影戲票
- 電視台參觀證
- 房地產投資首期